# Annabel
Annabel ist ein weiblicher Vorname.

## Herkunft und Bedeutung
Beim Namen Annabel handelt es sich um eine Variante des englischen Vornamens Amabel, dessen Schreibweise so verändert wurde, dass er wie eine Kombination aus Anna und der französischen Vokabel belle „schön“ wirkt. Der Name Amabel ist eine mittelalterliche weibliche Variante des lateinischen Namens Amabilis und bedeutet „liebenswert“, „liebenswürdig“.

## Verbreitung
Nach derzeitigen Erkenntnissen entstand der Name während des Mittelalters in Schottland.
Heute ist der Name vor allem in Großbritannien verbreitet. Zwischen 1996 und 2014 stagnierte er in England und Wales als recht häufiger Name auf etwa gleichbleibendem Niveau. Seine höchste Platzierung in diesem Zeitraum erreichte er im Jahr 2002 mit Rang 104. Im darauffolgenden Jahr belegte er mit Rang 134 seine für diesen Zeitraum niedrigste Platzierung. Seit 2015 sinkt die Popularität des Namens. Im Jahr 2020 belegte er Rang 282 der Hitliste.
In Deutschland kam der Name in den 1980er Jahren in Mode. Zwar erreichte der Name mehrfach eine Platzierung unter den 100 beliebtesten Mädchennamen, konnte sich in dieser Hitliste jedoch nie etablieren. Seine Popularität war stets großen Schwankungen ausgesetzt. Seine bislang höchste Platzierung erreichte der Name im Jahr 2002. Nach einem kurzen Tief wurde er wieder häufiger vergeben. Im Jahr 2017 belegte der Name Rang 75 in den Hitlisten. Seitdem wird der Name kontinuierlich seltener vergeben. Zuletzt stand er auf Rang 135 der Vornamenscharts (Stand 2021). Dabei überwiegt in Deutschland die Schreibweise Annabell mit rund 46 % der Namensträgerinnen, gefolgt von Annabelle (ca. 34 %). Die Varianten Annabel (ca. 8 %), Anabel (ca. 5 %), Anabell (ca. 5 %) und Anabelle (ca. 2 %) werden deutlich seltener gewählt.

## Varianten
- Deutsch: Annabell, Annabelle, Anabel, Anabell, Anabelle
- Englisch: Amabel, Anabella, Anabelle, Annabella, Annabelle, Arabella
  - Diminutiv: Bella, Mabel, Mabella, Mabelle, Mable, Mae, May, Maybelle, Maybelline
- Französisch: Amable, Annabelle
- Italienisch: Annabella
  - Latein: Amabilia
- Portugiesisch: Anabela
- Spanisch: Anabel

Die männliche Variante des Namens lautet Amabilis.

## Namensträgerinnen

### Anabel, Annabel
- Annabel Laure Ali (* 1985), kamerunische Ringerin
- Anabel Balkenhol (* 1972), deutsche Dressurreiterin
- Annabel Breuer (* 1992), deutsche Rollstuhlfechterin und -basketballspielerin
- Annabel Cervantes (* 1969), katalanische Autorin
- Annabel Chong (eigentlich Grace Quek; * 1972), US-amerikanische Pornodarstellerin
- Anabel Conde (* 1975), spanische Sängerin
- Annabel Croft (* 1966), britische Tennisspielerin
- Anabel Hernández (* 1971), mexikanische Journalistin
- Annabel Jäger (* 1994), deutsche Fußballspielerin
- Annabel Holtkamp (* 1955), deutsche Leichtathletin
- Annabel Lamb (* 1955), britische Sängerin und Songwriterin
- Annabel Lee (Musikerin), US-amerikanische Musikerin
- Annabel Luxford (* 1982), australische Triathletin
- Anabel Medina Garrigues (* 1982), spanische Tennisspielerin
- Annabel Schasching (* 2002), österreichische Fußballspielerin
- Annabel Schofield (* 1963), britisches Model und Schauspielerin
- Annabel Scholey (* 1984), britische Schauspielerin
- Anabel Torres (* 1948), kolumbianische Dichterin und Übersetzerin
- Annabel Vernon (* 1982), britische Ruderin
- Annabel Wahba (* 1972), deutsche Journalistin, Drehbuchautorin und Schriftstellerin
- Annabel Wolf (* 1997), deutsche Synchronsprecherin
- Annabel Wright, britische Schauspielerin

### Anabela, Annabella
- Anabela Braz Pires (* 1976), portugiesische Sängerin
- Annabella (eigentlich Suzanne Georgette Charpentier; 1907–1996), französische Schauspielerin
- Anabela Cardoso, portugiesische Diplomatin
- Annabella Drummond (um 1350–1401), Königin von Schottland
- Annabella Incontrera (1943–2004), italienische Schauspielerin
- Annabella Jäger (* 1998), deutsche Badmintonspielerin
- Anabela Moreira (Schauspielerin, 1976) (* 1976), portugiesische Schauspielerin
- Anabela Moreira (* 1980), portugiesische Schauspielerin, siehe Ana Moreira
- Annabella Piugattuk (* 1982), kanadische Schauspielerin
- Annabella Sciorra (* 1960), US-amerikanische Schauspielerin
- Annabella Zetsch (* 1993), deutsche Schauspielerin

### Anabelle, Annabelle
- Anabelle Acosta (* 1987), kubanische Schauspielerin und Model
- Annabelle Boom (* 1987), deutsche Schauspielerin
- Annabelle Böttcher (* 1961), deutsche Politikwissenschaftlerin und Islamwissenschaftlerin
- Anabelle Lachatte (* 1972), deutsche Schauspielerin
- Annabelle Lengronne, französische Schauspielerin
- Annabelle Leip (* 1980), deutsche Schauspielerin
- Annabelle Mandeng (* 1971), deutsche Schauspielerin, Moderatorin und Model
- Anabelle Prawerman (* 1963), französische Beachvolleyballspielerin
- Annabelle Selldorf (* 1960), deutsche Architektin, Designerin und Innenarchitektin
- Anabelle Smith (* 1993), australische Wasserspringerin
- Annabelle Stephenson (* 1988), britische Schauspielerin
- Annabelle Wallis (* 1984), britische Schauspielerin